# Cerma oaklandiae
Cerma oaklandiae là một loài bướm đêm trong họ Noctuidae.